# Wallenstein (1925)
Wallenstein ist ein zweiteiliger deutscher Historien-Stummfilm aus dem Jahr 1925 von Rolf Randolf mit Fritz Greiner in der Titelrolle.

## Handlung
Deutschland, zur Zeit des Dreißigjährigen Krieges. 
Der Feldherr Wallenstein ist auf dem Höhepunkt seiner Macht und beginnt diese weidlich auszunutzen. Als Kaiser Ferdinand um finanzielle Unterstützung nachsucht, verlangt Wallenstein eine enorme Gegenleistung. Damit macht er sich am kaiserlichen Hof zu Wien äußerst unbeliebt. Auch seine aufrichtige Bewunderung für seinen protestantischen Gegenspieler, König Gustav Adolf von Schweden, lässt bei seinen Gegner den Verdacht nähren, dass Wallenstein nicht mit ganzem Herzen bei der Sache ist, zumal er beim finalen Schlag gegen den schwedischen Monarch einen Moment lang zögert. Dennoch trägt Wallenstein einen großen Sieg davon. 
Beim zweiten Gefecht, in dem der Schwedenkönig fällt, werden daraufhin seine Gegner derart motiviert, dass sie dem katholischen Heerführer eine empfindliche Niederlage beibringen. Daraufhin wird eine kaiserliche Untersuchungskommission nach Prag entsandt. Schließlich fällt Wallensteins internen Gegnern noch ein gefährliches Dokument in die Hände, das ein Wallenstein-Vertrauter einst aufgesetzt hatte und nunmehr als Hochverrat ausgelegt werden kann. Jetzt ist der Heerführer in seinem eigenen Lager endgültig isoliert. Seine Anhänger wenden sich von ihm ab, und sein Vertrauter Buttler ermordet ihn schließlich 1634 im nordböhmischen Eger.

## Produktionsnotizen
Wallenstein wurde im Winter 1924/25 im Efa-Atelier am Zoo gedreht. Jeder der beiden Teile war sieben Akte lang. Der erste Teil des Films hieß Wallensteins Macht, hatte eine Länge von 2435 Metern und passierte wie der zweite Teil, der 2237 Meter lange Wallensteins Tod, die Filmzensur am 26. März 1925. Die Uraufführung des ersten Teils erfolgte am 20. Mai 1925 im Primus-Palast.
Die Bauten entwarf Robert A. Dietrich.

## Kritiken
„„Wallenstein“ (1925) war als Film kein großer Wurf. Der Schatten Schillers war zu groß. Rolf Randolf war der filmischen Gestaltung dieses gewaltigen Stoffes nicht gewachsen, und Fritz Greiner, der Film-Wallenstein, war kein von Ehrgeiz gepeitschter Feldherr, sondern gänzlich ins Bürgerliche hineingeraten.“

Paimann’s Filmlisten resümierte: „Ein Wallensteinfilm hätte entweder ein Charakterstück mit dem Feldherrn als Mittelpunkt oder ein Zeit- und Schlachtengemälde werden können. Der Autor des vorliegenden Films (Hans Behrendt) hat keines von Beiden getan, sondern Illustrationen zur Wallenstein-Historie geliefert, was uns die Behandlung des Ganzen als Kulturfilm als einzig gangbaren Weg zeigt. Einige, teilweise von Schiller übernommene, teilweise frei erfundene Liebesgeschichten als Nebenhandlungen vermögen diesen Gesamteindruck nicht zu beeinflussen. Es sei demnach gesagt, dass das Sujet vorwiegend biographischen Charakters ist und erst im zweiten Teile Ansätze zu dramatischer Gestaltung zeigt. Die Darstellung ist unter diesem Gesichtswinkel als akzeptabel anzusprechen, die Aufmachung in kleinem Format gehalten, die Photos ungleich, aber im Allgemeinen befriedigend.“